# Loire 60
Le Loire 60 est un avion militaire de l'entre-deux-guerres réalisé en France par Loire Aviation.